# Ota Zaremba
Otakar Zaremba, més conegut com a Ota Zaremba (txec: Otakar "Ota" Zaremba)  (Havířov, 22 d'abril de 1957), és un aixecador txec que va competir sota bandera txecoslovaca entre finals de la dècada de 1970 i començaments de la de 1980.
El 1980 va prendre part en els Jocs Olímpics d'Estiu de Moscou, on va guanyar la medalla d'or en la categoria del pes tres-quarts pesant del programa d'halterofília.
En el seu palmarès també destaca una medalla d'or al Campionat del món d'halterofília de 1980. El 1981 va establir quatre rècords del món en la categoria tres-quarts pesant.
Una vegada finalitzada la seva carrera esportiva va admetre haver utilitzat el dopatge durant la seva carrera amb el coneixement d'oficials esportius i entrenadors.
El 2010 es va unir al Partit Obrer de Justícia Social, partit ultradretà del qual ha format part de les candidatures en diferents eleccions.